# Frank William La Rue

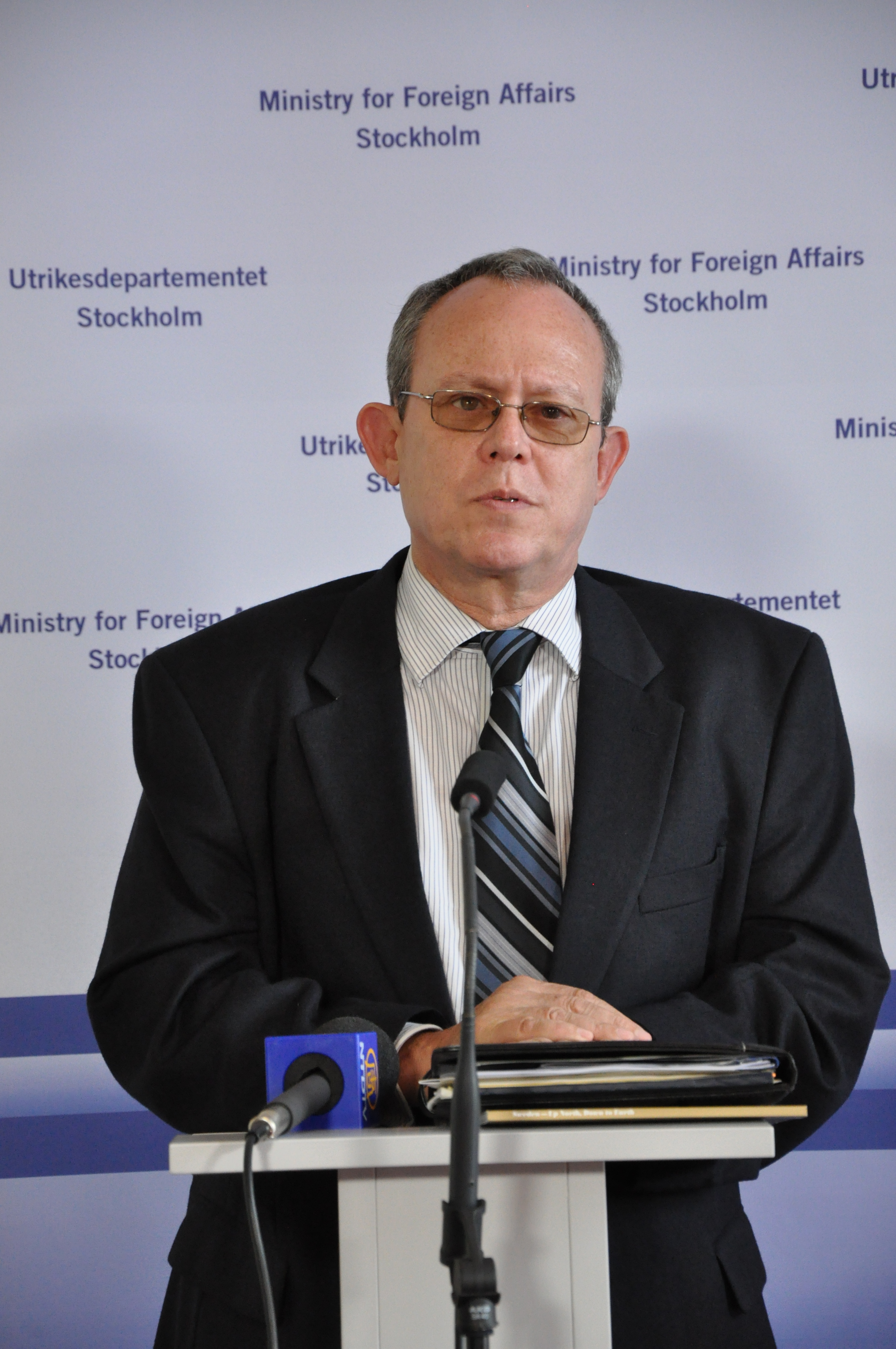
Frank William La Rue (2010)

Frank William La Rue (* 1952) war von 2008 bis 2014 UN-Sonderberichterstatter für das Recht auf Meinungsfreiheit und freie Meinungsäußerung.
La Rue studierte an der Universidad de San Carlos de Guatemala sowie in Washington, D.C. an der School of Advanced International Studies (SAIS) der Johns Hopkins University. Er ist Gründer des Center for Legal Action for Human Rights (CALDH), einer guatemaltekischen Nichtregierungsorganisation. 2008 übernahm er das Amt des UN-Sonderberichterstatters von Ambeyi Ligabo.
Seit 2014 gehört er einem ohne Entlohnung tätigen, achtköpfigen Beirat mit externen Experten aus europäischen Ländern an, den Google Inc. als Reaktion auf Kritik an der Umsetzung des EuGH-Urteils vom 13. Mai 2014 zum Recht auf Vergessenwerden gründete und den Suchmaschinenbetreiber bei der Erarbeitung eines Lösch-Leitfadens beraten soll.